# California Sunrise
California Sunrise — второй студийный альбом американского кантри-музыканта Джона Парди, который вышел 17 июня 2016 года на лейбле Capitol Records Nashville. После успеха своего дебютного студийного альбома Write You a Song (2014) Парди вновь объединился с сопродюсером Бартом Батлером для работы над новым материалом для своего следующего кантри-альбома, желая включить в него более традиционные аспекты жанра, придерживаясь при этом шаблона современной кантри-музыки. Альбом получил положительные отзывы от музыкальных критиков, которые часто хвалили продюсирование и лирическое содержание. Альбом достиг первого места в кантри-чарте Top Country Albums и № 11 в американского хит-параде Billboard 200, получил платиновую сертификацию в США.

## История
Парди выпустил свой дебютный студийный альбом Write You a Song 14 января 2014 года. Он получил положительные отзывы критиков, которые высоко оценили твинг-инструментарий и лирическое содержание. Для продвижения альбома Парди провёл остаток 2014 года в турне по США. После выхода дебютного EP The B-Sides, 2011—2014 в 2015 году Парди отправился в турне All Time High с кантри-дуэтом Brothers Osborne, во время которого он начал исполнять новый материал для своего второго кантри-альбома. Каждая песня была записана с полным составом группы, так как Парди хотел создать ощущение живой записи. Он также хотел, чтобы в них была «традиционная душа кантри», но при этом они соответствовали современным стандартам жанра. Сопродюсером California Sunrise выступил Барт Батлер, который также работал над альбомом Write You a Song.

## Отзывы
| Оценки критиков | Оценки критиков |
| Источник        | Оценка          |
| --------------- | --------------- |
| AllMusic        | [ 7 ]           |
| One Country     | 4/5             |

California Sunrise получил положительные отзывы от музыкальных критиков. Джейсон Скотт из One Country похвалил Парди за то, что тот создал в альбоме «тяжёлую лирику с неизбывными гитарными соло и сильными мелодиями», которые передают традиционную стилистику Гарта Брукса и Рэнди Трэвиса, и в заключение написал: «Парди позволяет музыке, инструментам и своему голосу жить вместе, не стесняясь. Он рассказывает проникновенные истории, и делает это хорошо. Лучше не бывает». Стивен Томас Эрлевайн из AllMusic отметил, что в альбоме есть «место для более мягких тонов и медленных темпов», которые позволяют «экспериментировать с ритмами», и что образ человека-всезнайки Парди иногда сдерживает его, но заключил, что «трудолюбие этого человека — ключевой элемент в превращении California Sunrise в свободную от излишеств, крепко сделанную коллекцию». Джеффри Б. Ремц из Country Standard Time также отметил традиционный инструментарий и образ, присутствующие в альбоме, заключив, что: «Возможно, с позиции Парди на музыкальной сцене, то, что было старым, может стать новым снова. Возможно, Парди и его шляпа — это действительно „что-то новое“ в наши дни. И хотя когда-то называться „шляпным актом“ было уничижительным, Парди и ему подобные должны с гордостью носить это прозвище — до тех пор, пока они помнят, что когда-то означала шляпа».
В 2018 году он был номинирован на 53-ю премию Академии кантри-музыки в категории «Альбом года», но в итоге уступил From A Room: Volume 1 (2017) Криса Стэплтона.

## Коммерческий успех
California Sunrise дебютировал на 11-м месте в хит-параде Billboard 200 и на вершине кантри-чарта Top Country Albums с тиражом в первую неделю 29000 альбомных эквивалентов, включая 24000 продаж альбома. Он стал первым чартттоппером Парди в кантри-чарте. В Billboard 200 альбом покинул его первую сотню 10 сентября 2016 года, проведя 217 недель в чарте (позднее это число увеличилось до 227 недель в топ-200).
California Sunrise был сертифицирован в платиновом статусе Американской ассоциацией звукозаписывающих компаний (RIAA) 19 ноября 2018 года. Тираж в США составил 279100 копий в США к ноябрю 2019 года и 1076000 альбомных эквивалентов к марту 2020 года.

## Список композиций
| №                   | Название                       | Автор(ы)                                  | Длительность |
| ------------------- | ------------------------------ | ----------------------------------------- | ------------ |
| 1.                  | «Out of Style»                 | Lynn Hutton Jeff Hyde Neil Mason          | 5:05         |
| 2.                  | «Cowboy Hat»                   | Jon Pardi Brett Beavers Bart Butler       | 3:18         |
| 3.                  | «Head Over Boots»              | Pardi Luke Laird                          | 3:23         |
| 4.                  | «Night Shift»                  | Tofer Brown Phillip LaRue Billy Montana   | 2:52         |
| 5.                  | «Can’t Turn You Down»          | Randy Montana Corey Crowder Jeremy Stover | 3:24         |
| 6.                  | «Dirt on My Boots»             | Rhett Akins Jesse Frasure Ashley Gorley   | 3:23         |
| 7.                  | «She Ain't in It»              | Clint Daniels Wynn Varble                 | 3:18         |
| 8.                  | «All Time High»                | Pardi Butler Brice Long                   | 3:53         |
| 9.                  | «Heartache on the Dance Floor» | Pardi Butler Long                         | 3:25         |
| 10.                 | «Paycheck»                     | Pardi Laird                               | 3:08         |
| 11.                 | «Lucky Tonight»                | Pardi Jim McCormick                       | 3:28         |
| 12.                 | «California Sunrise»           | Pardi Butler Larry McCoy                  | 4:14         |
| Общая длительность: | Общая длительность:            | Общая длительность:                       | 42:51        |

## Чарты
| Чарт (2016—2017)                   | Высшая позиция |
| ---------------------------------- | -------------- |
| Канада (Canadian Albums Chart)     | 51             |
| США (Billboard 200)                | 11             |
| США (Billboard Top Country Albums) | 1              |

| Чарт (2016)                       | Позиция |
| --------------------------------- | ------- |
| US Billboard 200                  | 197     |
| US Top Country Albums (Billboard) | 34      |

| Чарт (2017)                       | Позиция |
| --------------------------------- | ------- |
| US Billboard 200                  | 72      |
| US Top Country Albums (Billboard) | 10      |

| Чарт (2018)                       | Позиция |
| --------------------------------- | ------- |
| US Billboard 200                  | 99      |
| US Top Country Albums (Billboard) | 11      |

| Чарт (2019)                       | Позиция |
| --------------------------------- | ------- |
| US Billboard 200                  | 146     |
| US Top Country Albums (Billboard) | 14      |

| Чарт (2020)                       | Позиция |
| --------------------------------- | ------- |
| US Top Country Albums (Billboard) | 22      |

| Чарт (2021)                       | Позиция |
| --------------------------------- | ------- |
| US Top Country Albums (Billboard) | 29      |

| Чарт (2022)                       | Позиция |
| --------------------------------- | ------- |
| US Top Country Albums (Billboard) | 29      |

| Чарт (2023)                       | Позиция |
| --------------------------------- | ------- |
| US Top Country Albums (Billboard) | 29      |

| Чарт (2024)                       | Позиция |
| --------------------------------- | ------- |
| US Top Country Albums (Billboard) | 36      |

| Чарт (2010—2019)                  | Позиция |
| --------------------------------- | ------- |
| US Top Country Albums (Billboard) | 35      |

## Сертификации
| Регион                                                                      | Сертификация  | Продажи             |
| --------------------------------------------------------------------------- | ------------- | ------------------- |
| Канада (Music Canada)                                                       | 2× Платиновый | 160 000             |
| Новая Зеландия (RMNZ)                                                       | Золотой       | 7500                |
| США (RIAA)                                                                  | Платиновый    | 1,076,000 / 279,100 |
| Данные о продажах + прослушиваниях приведены только на основе сертификации. |               |                     |